# 니가타현 선거구
니가타현 선거구(일본어: 新潟県選挙区)는 일본의 참의원 선거구이다.

## 선거구 정보
| 지역      | 니가타현 전역            |
| 의원 정수 | 2명 (개선 정수 1명)      |
| 유권자 수 | 1,863,201명 (2022년 9월) |

## 역대 의원
| 홀수회                       | 홀수회                       | 홀수회        | 짝수회                         | 짝수회                         | 짝수회                         |
| 의원 1                       | 의원 2                       | 선거          | 선거                           | 의원 1                         | 의원 2                         |
| ---------------------------- | ---------------------------- | ------------- | ------------------------------ | ------------------------------ | ------------------------------ |
| 다무라 분키치 (무소속)       | 시모조 교헤이 (일본사회당)   | 1947년 제1회  | 1947년 제1회                   | 기타무라 가즈오 (일본자유당)   | 후지타 요시오 (무소속)         |
| 다무라 분키치 (무소속)       | 시모조 교헤이 (일본사회당)   |               | 1950년 제2회                   | 기타무라 가즈오 (자유당)       | 기요사와 도시에이 (일본사회당) |
| 다무라 분키치 (녹풍회)       | 사이카와 야헤이지 (자유당)   | 1953년 제3회  |                                | 기타무라 가즈오 (자유당)       | 기요사와 도시에이 (일본사회당) |
| 다무라 분키치 (녹풍회)       | 사이카와 야헤이지 (자유당)   |               | 1955년 보궐                    | 고야나기 마키에 (일본민주당)   | 기요사와 도시에이 (일본사회당) |
| 다무라 분키치 (녹풍회)       | 사이카와 야헤이지 (자유당)   |               | 1956년 제4회                   | 기요사와 도시에이 (일본사회당) | 고야나기 마키에 (자유민주당)   |
| 사토 요시오 (자유민주당)     | 다케우치 고로 (일본사회당)   | 1959년 제5회  |                                | 기요사와 도시에이 (일본사회당) | 고야나기 마키에 (자유민주당)   |
| 사토 요시오 (자유민주당)     | 다케우치 고로 (일본사회당)   |               | 1962년 제6회                   | 고야나기 마키에 (자유민주당)   | 스기야마 젠타로 (일본사회당)   |
| 사토 요시오 (자유민주당)     | 다케우치 고로 (일본사회당)   | 1965년 제7회  |                                | 고야나기 마키에 (자유민주당)   | 스기야마 젠타로 (일본사회당)   |
| 사토 다카시 (자유민주당)     | 다케우치 고로 (일본사회당)   | 1967년 보궐   |                                | 고야나기 마키에 (자유민주당)   | 스기야마 젠타로 (일본사회당)   |
| 사토 다카시 (자유민주당)     | 다케우치 고로 (일본사회당)   |               | 1968년 제8회                   | 마쓰이 마코토 (일본사회당)     | 쓰카타 주이치로 (무소속)       |
| 사토 다카시 (자유민주당)     | 스기야마 젠타로 (일본사회당) | 1971년 제9회  |                                | 마쓰이 마코토 (일본사회당)     | 쓰카타 주이치로 (무소속)       |
| 사토 다카시 (자유민주당)     | 스기야마 젠타로 (일본사회당) |               | 1972년 보궐                    | 기미 다케오 (자유민주당)       | 쓰카타 주이치로 (무소속)       |
| 사토 다카시 (자유민주당)     | 스기야마 젠타로 (일본사회당) |               | 1974년 제10회                  | 와타리 시로 (자유민주당)       | 시토마 유타카 (일본사회당)     |
| 쓰카다 주이치로 (자유민주당) | 스기야마 젠타로 (일본사회당) | 1976년 보궐   |                                | 와타리 시로 (자유민주당)       | 시토마 유타카 (일본사회당)     |
| 쓰카다 주이치로 (자유민주당) | 요시다 마사오 (일본사회당)   | 1977년 제11회 | 1977년 보궐                    | 하세가와 신 (자유민주당)       | 시토마 유타카 (일본사회당)     |
| 쓰카다 주이치로 (자유민주당) | 요시다 마사오 (일본사회당)   |               | 1980년 제12회                  | 하세가와 신 (자유민주당)       | 시토마 유타카 (일본사회당)     |
| 요시카와 요시오 (자유민주당) | 이나무라 도시오 (일본사회당) | 1983년 제13회 |                                | 하세가와 신 (자유민주당)       | 시토마 유타카 (일본사회당)     |
| 요시카와 요시오 (자유민주당) | 이나무라 도시오 (일본사회당) |               | 1986년 제14회                  | 하세가와 신 (자유민주당)       | 시토마 유타카 (일본사회당)     |
| 이나무라 도시오 (일본사회당) | 요시카와 요시오 (자유민주당) | 1989년 제15회 | 1989년 보궐                    | 하세가와 신 (자유민주당)       | 오후치 기누코 (일본사회당)     |
| 이나무라 도시오 (일본사회당) | 요시카와 요시오 (자유민주당) |               | 1990년 보궐                    | 마지마 가즈오 (자유민주당)     | 오후치 기누코 (일본사회당)     |
| 이나무라 도시오 (일본사회당) | 요시카와 요시오 (자유민주당) |               | 1992년 제16회                  | 마지마 가즈오 (자유민주당)     | 오후치 기누코 (일본사회당)     |
| 요시카와 요시오 (자유민주당) | 하세가와 미치오 (신진당)     | 1995년 제17회 |                                | 마지마 가즈오 (자유민주당)     | 오후치 기누코 (일본사회당)     |
| 요시카와 요시오 (자유민주당) | 하세가와 미치오 (신진당)     |               | 1998년 제18회                  | 다나카 나오키 (무소속)         | 오후치 기누코 (사회민주당)     |
| 마지마 가즈오 (자유민주당)   | 모리 유코 (자유당)           | 2001년 제19회 |                                | 다나카 나오키 (무소속)         | 오후치 기누코 (사회민주당)     |
| 구로이와 다카히로 (무소속)   | 모리 유코 (자유당)           | 2002년 보궐   |                                | 다나카 나오키 (무소속)         | 오후치 기누코 (사회민주당)     |
| 구로이와 다카히로 (무소속)   | 모리 유코 (자유당)           |               | 2004년 제20회                  | 곤도 마사미치 (무소속)         | 다나카 나오키 (자유민주당)     |
| 쓰카다 이치로 (자유민주당)   | 모리 유코 (민주당)           | 2007년 제21회 |                                | 곤도 마사미치 (무소속)         | 다나카 나오키 (자유민주당)     |
| 쓰카다 이치로 (자유민주당)   | 모리 유코 (민주당)           |               | 2010년 제22회                  | 다나카 나오키 (민주당)         | 나카하라 야이치 (자유민주당)   |
| 쓰카다 이치로 (자유민주당)   | 가자마 나오키 (민주당)       | 2013년 제23회 |                                | 다나카 나오키 (민주당)         | 나카하라 야이치 (자유민주당)   |
| 쓰카다 이치로 (자유민주당)   | 가자마 나오키 (민주당)       |               | 2016년 제24회                  | 모리 유코 (무소속)             |                                |
| 우치코시 사쿠라 (무소속)     |                              | 2019년 제25회 |                                | 모리 유코 (무소속)             |                                |
| 우치코시 사쿠라 (무소속)     |                              | 2022년 제26회 | 고바야시 가즈히로 (자유민주당) |                                |                                |

## 최근 선거 결과

### 2016년 (제24회)
|  | 49.02% |

|  | 46.36% |

|  | 2.16% |

### 2019년 (제25회)
|  | 50.49% |

|  | 46.36% |

|  | 3.16% |

### 2022년 (제26회)
|  | 50.95% |

|  | 44.17% |

|  | 3.20% |

|  | 1.68% |

## 같이 보기
- 니가타현 제1구
- 니가타현 제2구
- 니가타현 제3구
- 니가타현 제4구
- 니가타현 제5구
- 니가타현 제6구